# Onthophagus anguliceps
Onthophagus anguliceps är en skalbaggsart som beskrevs av Antoine Boucomont 1914. Onthophagus anguliceps ingår i släktet Onthophagus och familjen bladhorningar. Inga underarter finns listade i Catalogue of Life.